# Şevval İlayda Tarhan
Şevval İlayda Tarhan, née le 4 février 2000 à Ankara, est une tireuse sportive turque concourant en pistolet à air comprimé à 10 m.

## Carrière
Elle commence le tir sportif sous l'impulsion de sa mère à la suite de son envie de devenir policière ou militaire. Elle commence le pistolet à air comprimé en 2015.
Şevval İlayda Tarhan entre dans l'histoire du sport turc en remportant l'or en individuel junior en tir au pistolet à air comprimé à 10 m lors des Mondiaux 2018. Lors des Jeux méditerranéens de 2022, elle termine 4e de la compétition.
Aux Jeux européens de 2023 à Hamar, ses coéquipières — Elif Beyza Aşık et Seher Tokmak — établissent un nouveau record d'Europe par équipes en pistolet à air comprimé à 10 m avec 861 points. La même année en équipe mixte, elle remporte le bronze aux Championnats d'Europe puis l'argent aux Championnats du monde. Aux Jeux européens, elle ne réussit pas à monter sur le podium.
Concourant en pistolet à air comprimé à 10 m mixte avec Yusuf Dikeç aux Jeux olympiques d'été de 2024, elle remporte la médaille d'argent, battue en finale par les Serbes Damir Mikec et Zorana Arunović, 16 à 14. C'est la première médaille olympique en tir du sport turc.

## Palmarès

### Jeux olympiques
- Jeux olympiques d'été de 2024 à Paris :
  -  médaille d'argent en pistolet à air comprimé à 10 m par équipe mixte

### Championnats du monde
- Championnats du monde 2018 à Changwon :
  -  médaille d'or en pistolet à air comprimé à 10 m junior
- Championnats du monde 2023 à Bakou :
  -  médaille d'argent en pistolet à air comprimé à 10 m par équipe mixte

### Championnats d'Europe
- Championnats d'Europe 2019 à Osijek :
  -  médaille d'or en pistolet à air comprimé à 10 m junior
- Championnats d'Europe 2023 à Tallinn :
  -  médaille de bronze en pistolet à air comprimé à 10 par équipe mixte